# Xanthium
Xanthium és un gènere de plantes de la família Asteraceae.

## Particularitats

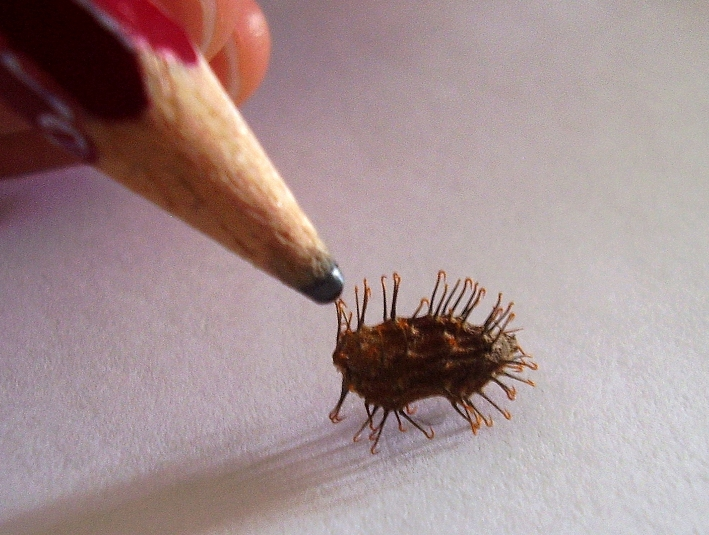
Llavor d'espina-xoca (Xanthium spinosum).

Són plantes anuals aspres i dures, Sovint envaeixen els camps de conreu com a mala herba i També poden formar part d'herbassars ruderals.
Els fruits tenen petits ganxos molt durs que fan que s'enganxin a la roba, els cabells o la pell, lo qual ha fet que s'hagin estès arreu del món portades per viatgers o animals.
Aquestes plantes només es poden propagar a través de llavors. Els herbicides aconsegueixen matar la planta però no eliminen la viabilitat de les llavors.
L'inventor del velcro es va inspirar en les llavors de les plantes del gènere Xanthium per fabricar el seu producte. El velcro reprodueix el sistema d'adherència de les llavors d'aquestes plantes.

## Taxonomia
El gènere Xanthium el té unes altres 15 espècies, si bé alguns autors en reconeixen només tres.
- Xanthium ambrosioides
- Xanthium commune
- Xanthium echinatum
- Xanthium inaequilaterum
- Xanthium inflexum
- Xanthium mongolicum
- Xanthium occidentale
- Xanthium sibiricum
- Xanthium speciosum
- Xanthium spinosum - Espina-xoca, catxurrera, enganxamonyos, gafet, gossets, herba xoca, obriülls
- Xanthium strumarium - Llepassa (sin. Xanthium orientale)[1]